# Depresja atypowa
Depresja atypowa (zaburzenia depresyjne z cechami atypowymi) – jest jedną z postaci depresji, różniąca się od postaci typowej tego zaburzenia następującymi cechami:
- podnoszeniem się (tzw. reaktywnością) na ogół obniżonego nastroju w odpowiedzi na przyjemne sytuacje lub zdarzenia,
- wzmożeniem apetytu lub przyrostem masy ciała,
- wzmożoną sennością (hipersomnią),
- uczuciem zmęczenia lub ciężkości ciała (ang. leaden paralysis „paraliż ołowiany”),
- znaczną wrażliwością na odrzucenie w relacjach interpersonalnych (zwykle występującą nie tylko podczas trwania epizodu depresyjnego).

Określenie „atypowa” uwydatnia różnicę pomiędzy takim obrazem zaburzeń depresyjnych a postaciami depresji przebiegającymi z bezsennością, spadkiem apetytu, anhedonią (np. depresją melancholiczną). Ponadto zaburzenia depresyjne o atypowych cechach, w porównaniu z typowymi zaburzeniami depresyjnymi, ujawniają się we wcześniejszym wieku, charakteryzują się wydatnym spowolnieniem psychoruchowym, częściej współwystępują z zespołem lęku napadowego, nadużywaniem lub zależnością od substancji psychoaktywnych oraz z zaburzeniami somatyzacyjnymi. U pacjentów z rozpoznaniem depresji atypowej obserwuje się także odmienny przebieg zaburzeń – częściej, niż w przypadku typowej depresji, w dalszym toku leczenia rozpoznawane są u tych pacjentów zaburzenia afektywne dwubiegunowe lub depresja sezonowa.
Objawy wzmożenia apetytu i wzmożenia senności są łącznie określane jako „odwrócone objawy wegetatywne” (ang. reversed vegetative symptoms).
Klasyfikacja DSM-5 uwzględnia możliwość postawienia diagnozy „epizodu depresji z cechami atypowymi” (ang. depressive episode with atypical features).
Sposób leczenia, zwłaszcza leczenia farmakologicznego, epizodu depresyjnego z cechami atypowymi zależny jest w znacznym stopniu od tego, czy występuje on w przebiegu zaburzenia afektywnego jednobiegunowego (inaczej depresja jednobiegunowa, ew. zaburzenie depresyjne nawracające), czy też w przebiegu zaburzenia afektywnego dwubiegunowego.